# Юссуф, Зейду
Зейду́ Юссу́ф (фр. Zaydou Youssouf; род. 11 июля 1999, Лормон) — коморский и французский футболист, полузащитник клуба «Аль-Фатех» и сборной Комор.

## Клубная карьера
Юссуф — воспитанник клуба «Бордо». 30 ноября 2016 года в матче против «Бастии» он дебютировал за последний в Лиге 1, заменив во втором тайме Жереми Тулалана. 26 июля 2018  года в отборочном поединке Лиги Европы против латышского «Вентспилса» Зейду забил свой первый гол за «Бордо».